# James while John had had had had had had had had had had had a better effect on the teacher
     Had come soggetto
     Had come verbo ausiliare
     Had come participio passato
     Had come complemento oggetto

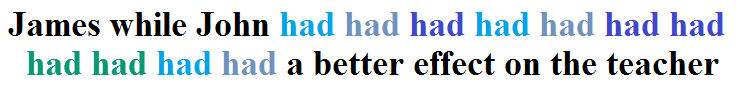
Had come soggetto
Had come verbo ausiliare
Had come participio passato
Had come complemento oggetto

«James while John had had had had had had had had had had had a better effect on the teacher» è una proposizione grammaticalmente valida della lingua inglese, comunemente utilizzata per dimostrare l'ambiguità lessicale oppure la necessità di utilizzare la punteggiatura per dare intonazione e pause nei discorsi.
Negli studi sull'elaborazione umana la frase è utilizzata per mostrare quanto i segni di punteggiatura possano essere determinanti per dare un significato a una proposizione.
L'enunciato descrive un episodio dove due studenti, James e John, hanno svolto un compito in classe di lingua inglese nel quale hanno dovuto parlare di un uomo che, in un momento imprecisato del passato, ha avuto un raffreddore. John scrive «The man had a cold», che non è il modo grammaticalmente corretto di descrivere la situazione in questione; James, invece, ha scritto «The man had had a cold». Essendo la risposta di James quella corretta, James ha avuto una migliore impressione sull'insegnante.
La proposizione, inoltre, può essere compresa meglio se vi vengono inseriti i segni di punteggiatura e quelli tipografici (virgolette):
In italiano si può tradurre così:

## Utilizzi
La frase (naturalmente solo nei paesi anglofoni) può essere posta all'interlocutore come un puzzle grammaticale, oppure può essere proposta in un compito in classe, dove il destinatario deve inserire correttamente i segni di punteggiatura per darle un significato.
Hans Reichenbach nel 1947 usò una frase simile («John where Jack...») per illustrare i livelli differenti del linguaggio, ossia il linguaggio e il metalinguaggio.
Nelle ricerche questa frase è stata utilizzata per dimostrare quanto un segno di punteggiatura possa drasticamente cambiare il significato della frase: infatti qui, se si cambia il posto delle virgolette, si può decidere se l'insegnante preferisce il lavoro di James o di John.
La frase è usata anche per indicare la vaghezza semantica della parola inglese «had», oppure per dimostrare la differenza fra dire una parola e scriverla. Può essere anche usata per dimostrare la complessità interpretativa di una frase se non si è corretti nella sintassi.

## Altre versioni

### Nel Regno Unito e negli Stati Uniti d'America
Nei paesi anglofoni è diffusa una seconda versione della proposizione, riproposta di seguito:
In italiano la frase sopraccitata si può tradurre così:

### In Italia
Nome proprio (cognome)
     Verbo
     Complemento oggetto
     Esclamazione

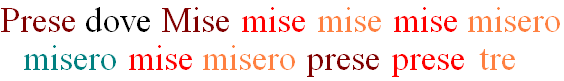
Nome proprio (cognome)
Verbo
Complemento oggetto
Esclamazione

Una versione italiana di questa frase è riportata di seguito:
È possibile rendere questa frase di senso compiuto se si considerano «Prese» e «Mise» come due cognomi, immaginando due studenti (alter ego di James e John) che svolgono un compito in classe nel quale Prese inserisce una parola sbagliata, mettendo «misero» al posto di «mise», a differenza del suo compagno Mise, che invece inserisce correttamente «mise»; ciò porta il povero ("Misero!") Prese ad ottenere un pessimo voto, un tre.
La versione di senso compiuto di questa frase si ottiene con l'inserimento della punteggiatura, delle maiuscole, e dei segni tipografici:
Di seguito un brano tratto dal libro Il grande libro degli enigmi: antologia di problemi insoliti, trappole logiche e rompicapo di ogni tempo e latitudine di Tano Parmeggiani:
( Tano Parmeggiani e Carlo Eugenio Santelia, Il grande libro degli enigmi: antologia di problemi insoliti, trappole logiche e rompicapo di ogni tempo e latitudine, Milano, Rizzoli, 1975,  pp. 17.196.)